# 1271년

## 연호
- 남송(南宋) 함순(咸淳) 7년
- 원(元) 지원(至元) 8년
- 일본(日本) 분에이(文永) 8년
- 쩐 왕조(陳朝) 티에우롱(紹隆) 14년

## 기년
- 남송(南宋) 도종(度宗) 7년
- 몽골 쿠빌라이 칸 12년/원(元) 세조(世祖) 12년
- 고려(高麗) 원종(元宗) 12년
- 쩐 왕조(陳朝) 성종(聖宗) 14년

## 사건
- 원 건국
- 여몽 연합군이 삼별초의 진도를 공격하여 함락시키고, 배중손과 승화후 온을 죽임.
- 삼별초는 탐라로 가 대몽항쟁을 펼침

## 사망
- 배중손
- 승화후 온